# نوا (مراغة)
نوا هي قرية في مقاطعة مراغة، إيران. عدد سكان هذه القرية هو 1,359 في سنة 2006.